# Грабівка (Куликівська селищна громада)
Гра́бівка — село в Україні, у Куликівській селищній громаді Чернігівського району Чернігівської області. Населення становило 373 осіб у 2017 році. До 2017 орган місцевого самоврядування — Грабівська сільська рада.

## Географія
Селом протікає річка Спеців, права притока Вздвижу. На південний захід від села розташований лісовий заказник «Устимівщина» і ботанічна пам'ятка природи «Устинівщина».

## Історія
12 червня 2020 року, відповідно до розпорядження Кабінету Міністрів України № 730-р «Про визначення адміністративних центрів та затвердження територій територіальних громад Чернігівської області», село увійшло до складу Куликівської селищної громади.
19 липня 2020 року, в результаті адміністративно-територіальної реформи та ліквідації Куликівського району, село увійшло до складу Чернігівського району.

## Населення

### Мова
Розподіл населення за рідною мовою за даними перепису 2001 року:
| Мова       | Кількість | Відсоток |
| ---------- | --------- | -------- |
| українська | 613       | 98.39%   |
| російська  | 9         | 1.45%    |
| білоруська | 1         | 0.16%    |
| Усього     | 625       | 100%     |

## Транспорт
До села їздять маршрутки із Чернігова і Куликівки. Сільські дороги заасфальтовані. На північ йде дорога до села Буди Чернігівського району, на захід до Слободи через Вікторівку, на схід до Орлівки і на південь (ґрунтова) до Смолянки.

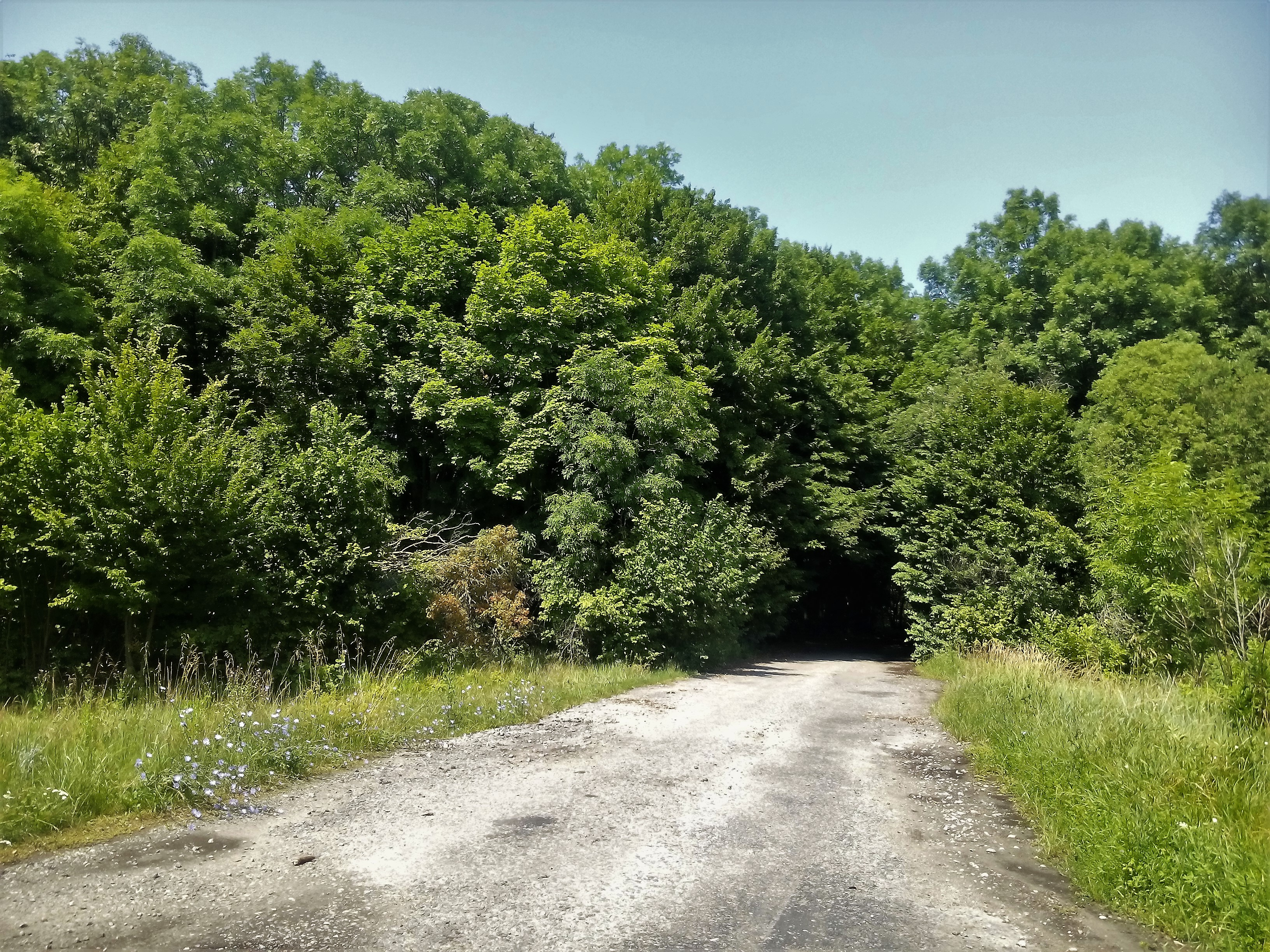
Дорога із Грабівки на Буди

## Церква

Свято-Миколаївська церква

## Галерея

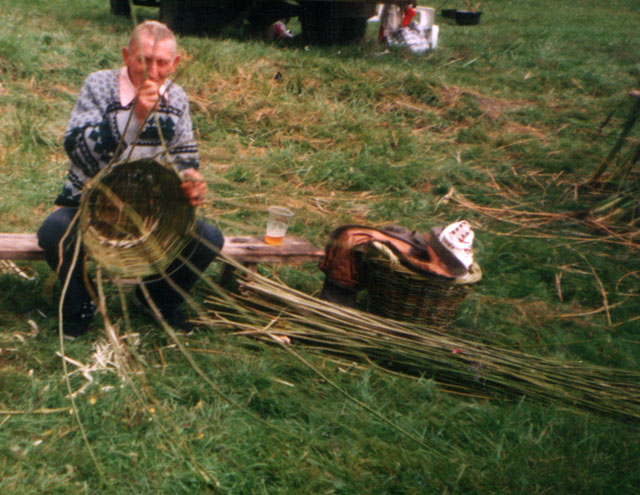
Плетіння кошика («кошулі») майстром з Грабівки
Пам'ятник у центрі села
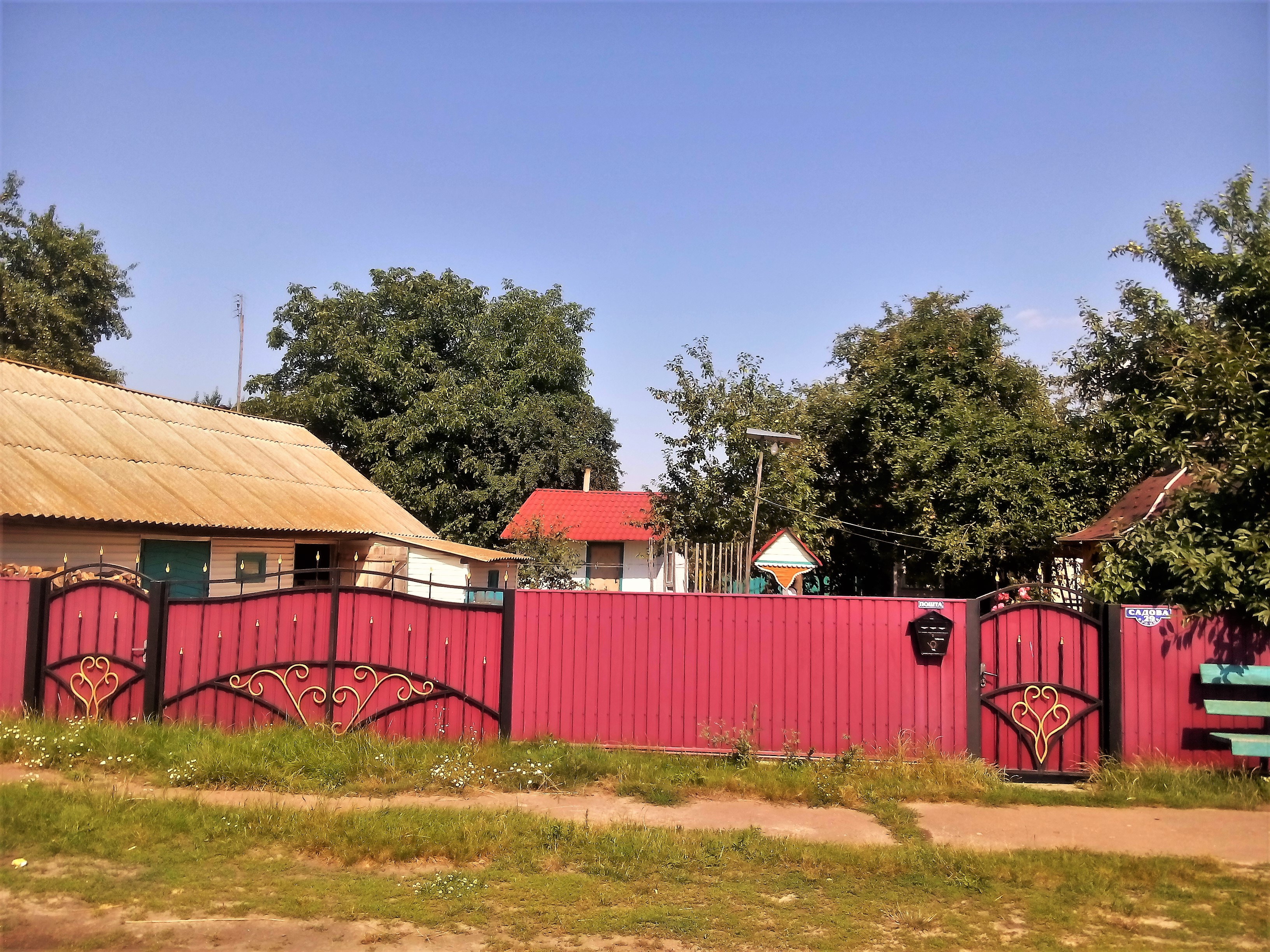
Нова хата
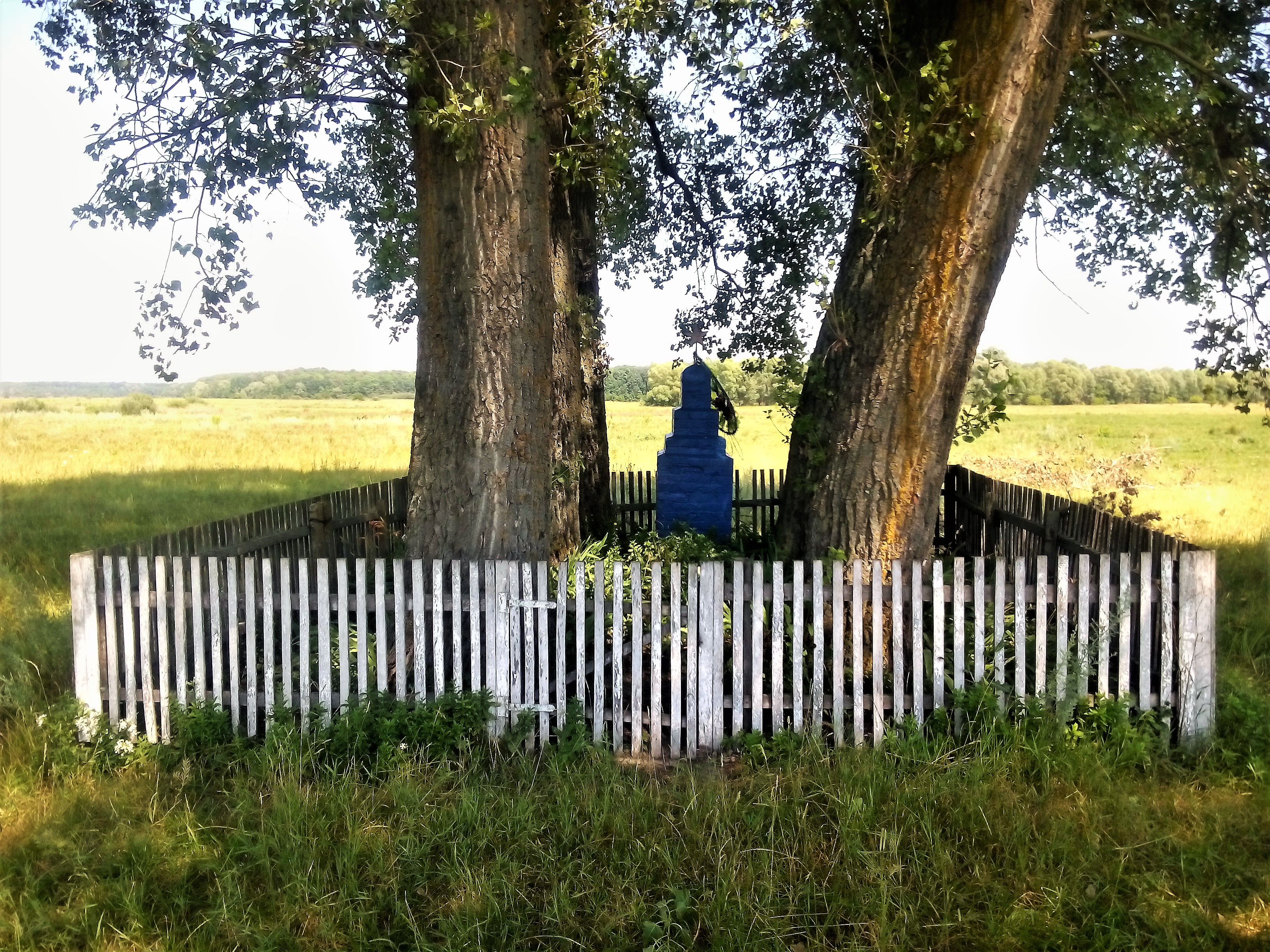
Пам'ятник за селом, біля дороги із Буди в Грабівку
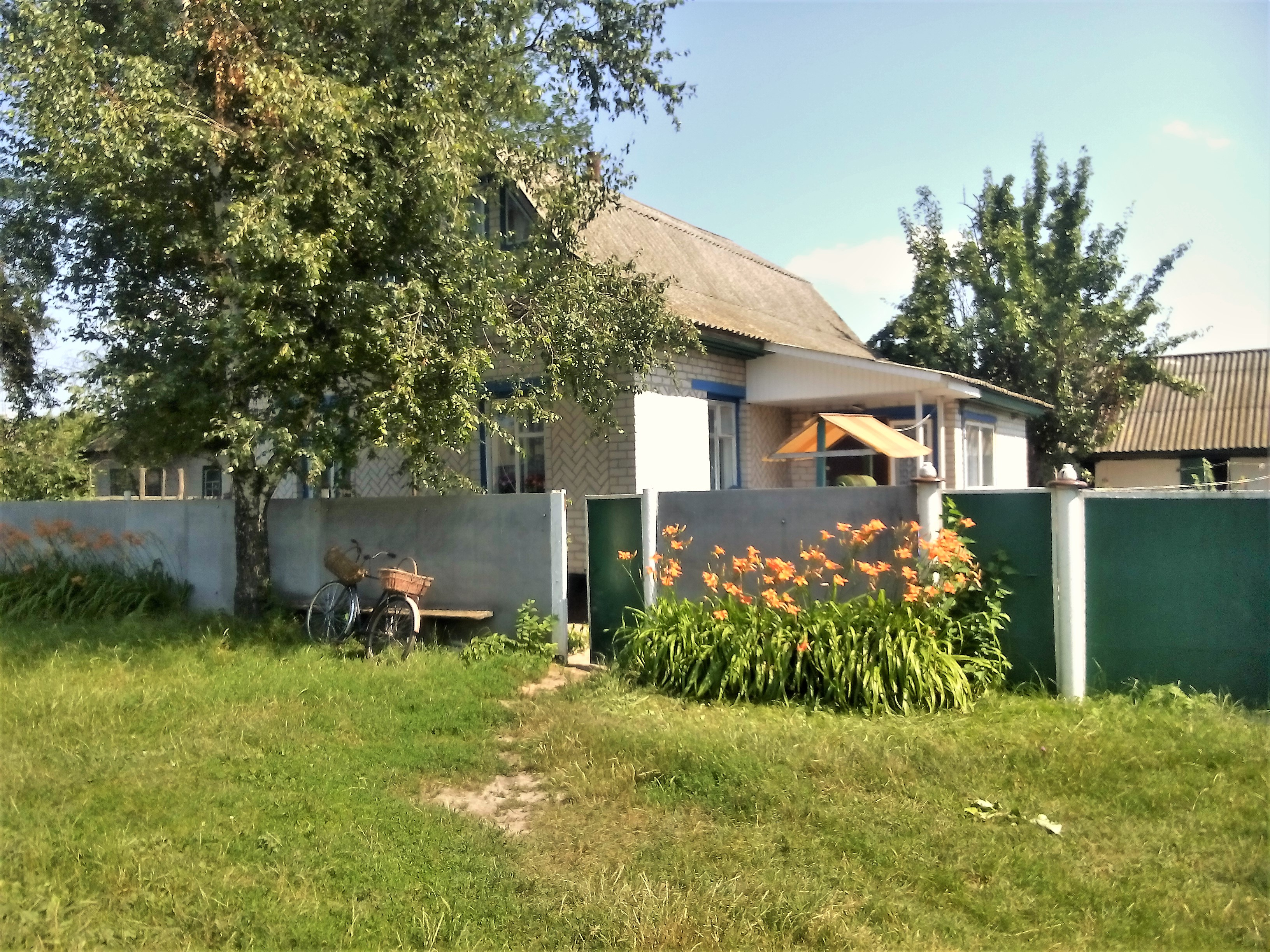
Типова хата
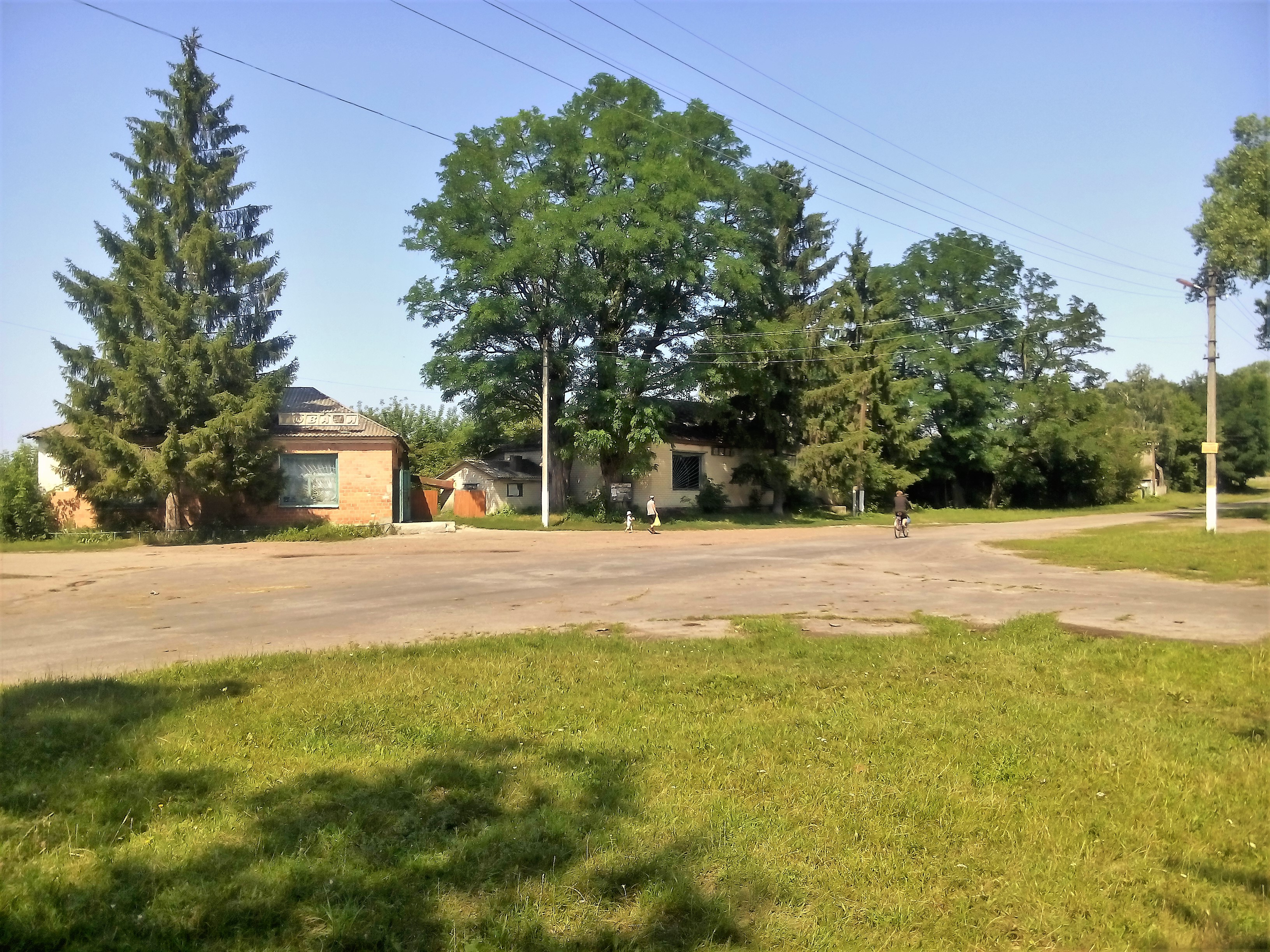
Магазини
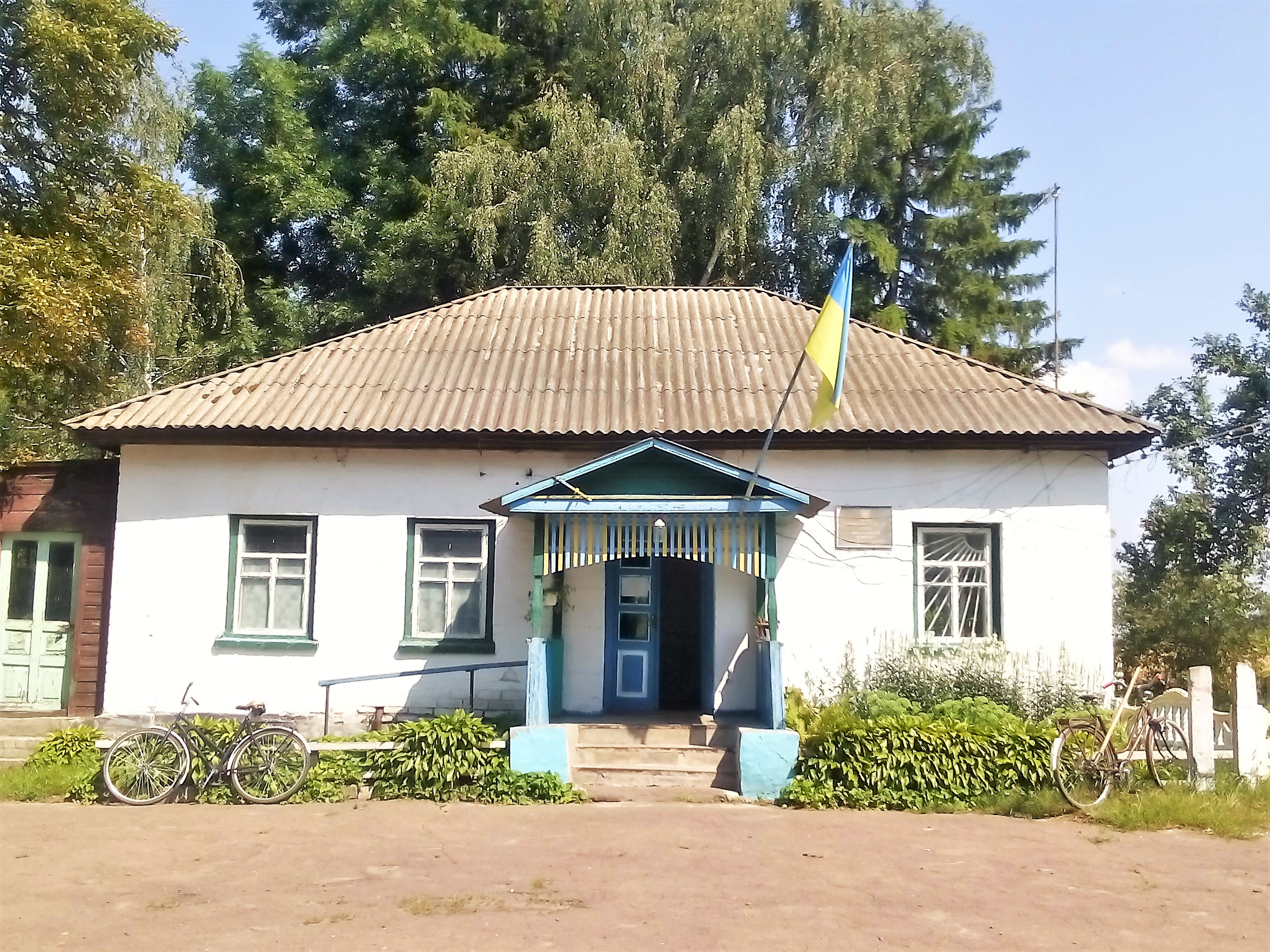
Сільрада
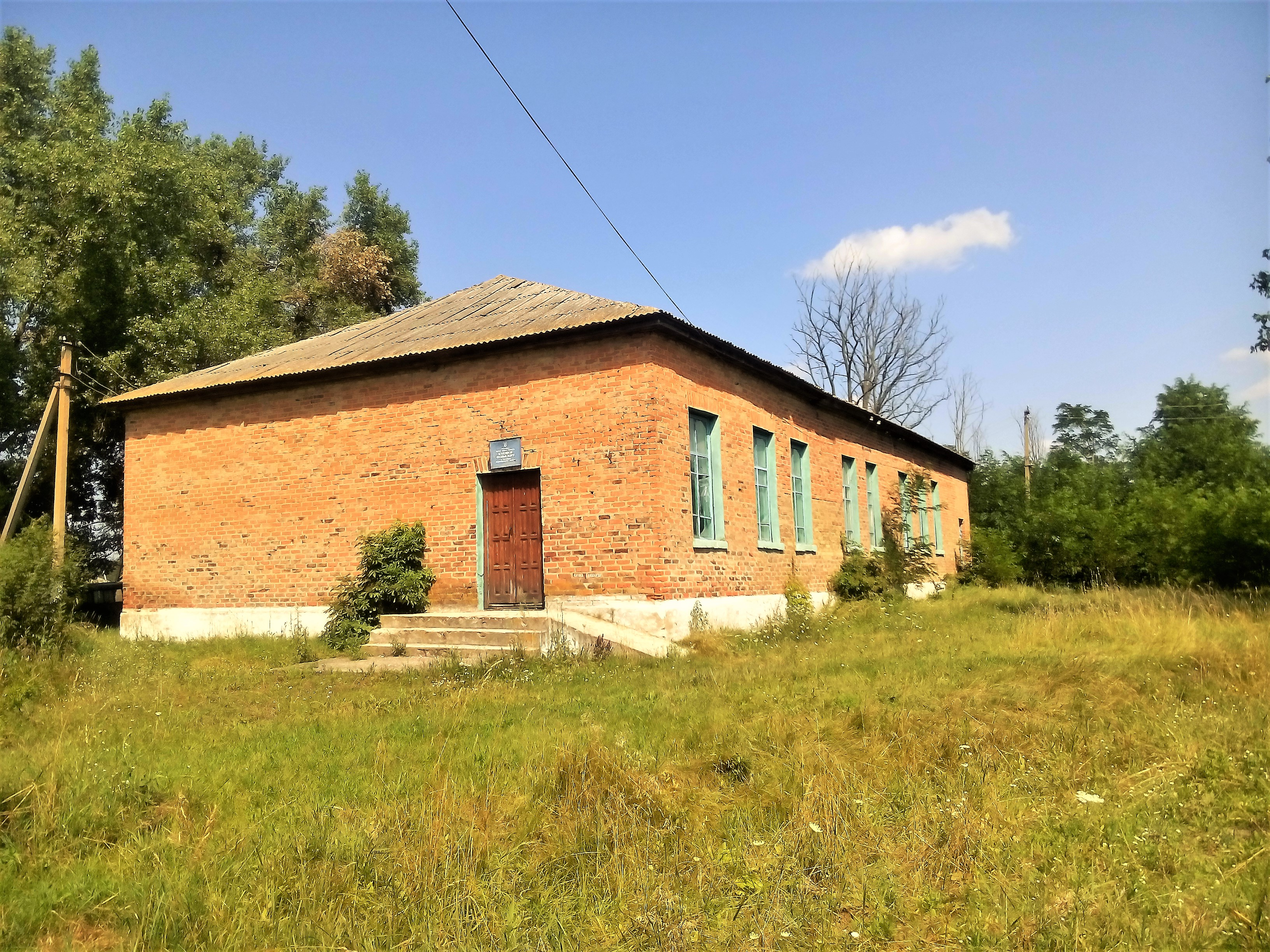
Будинок фольклору
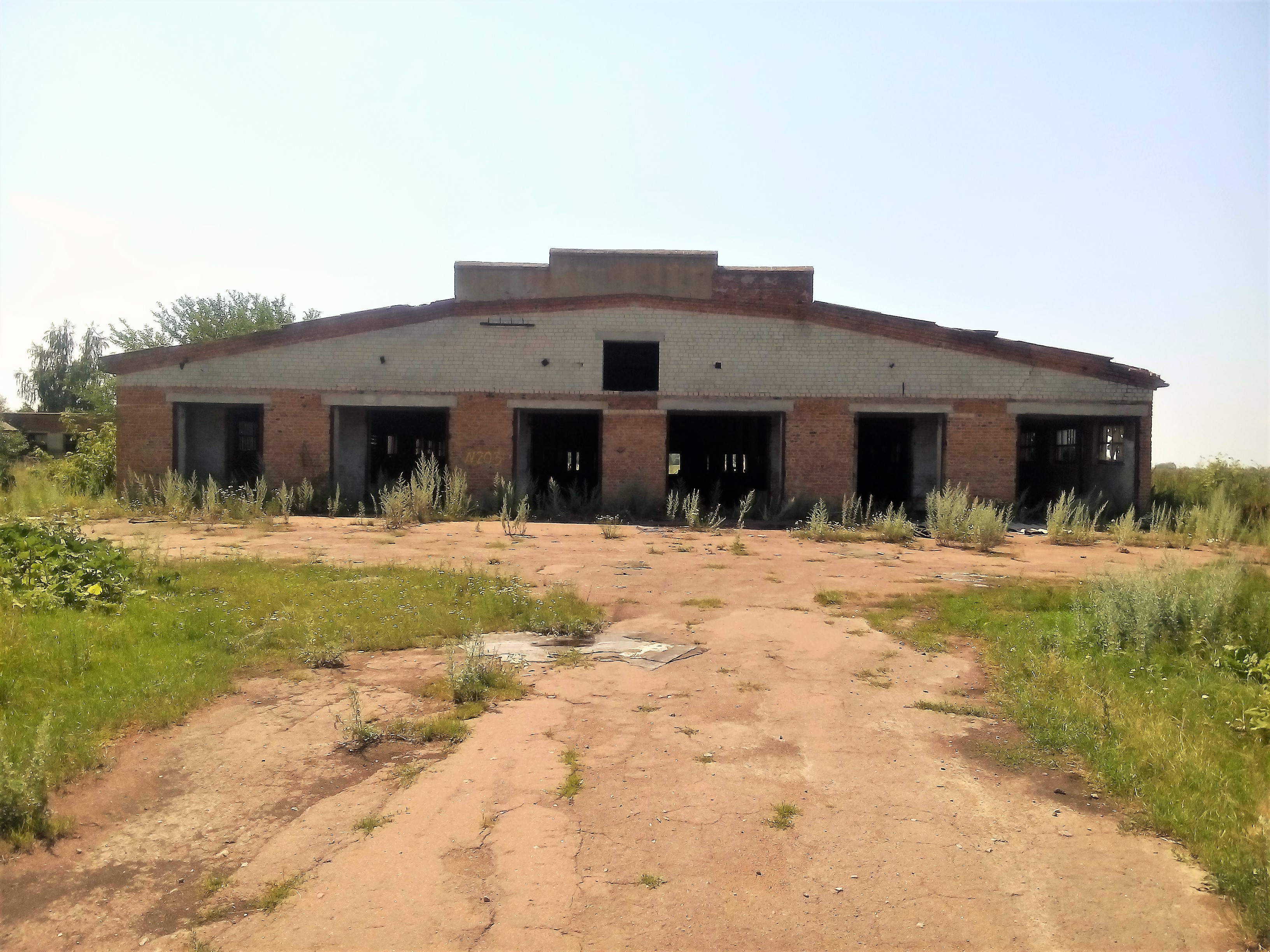
Покинуті ферми
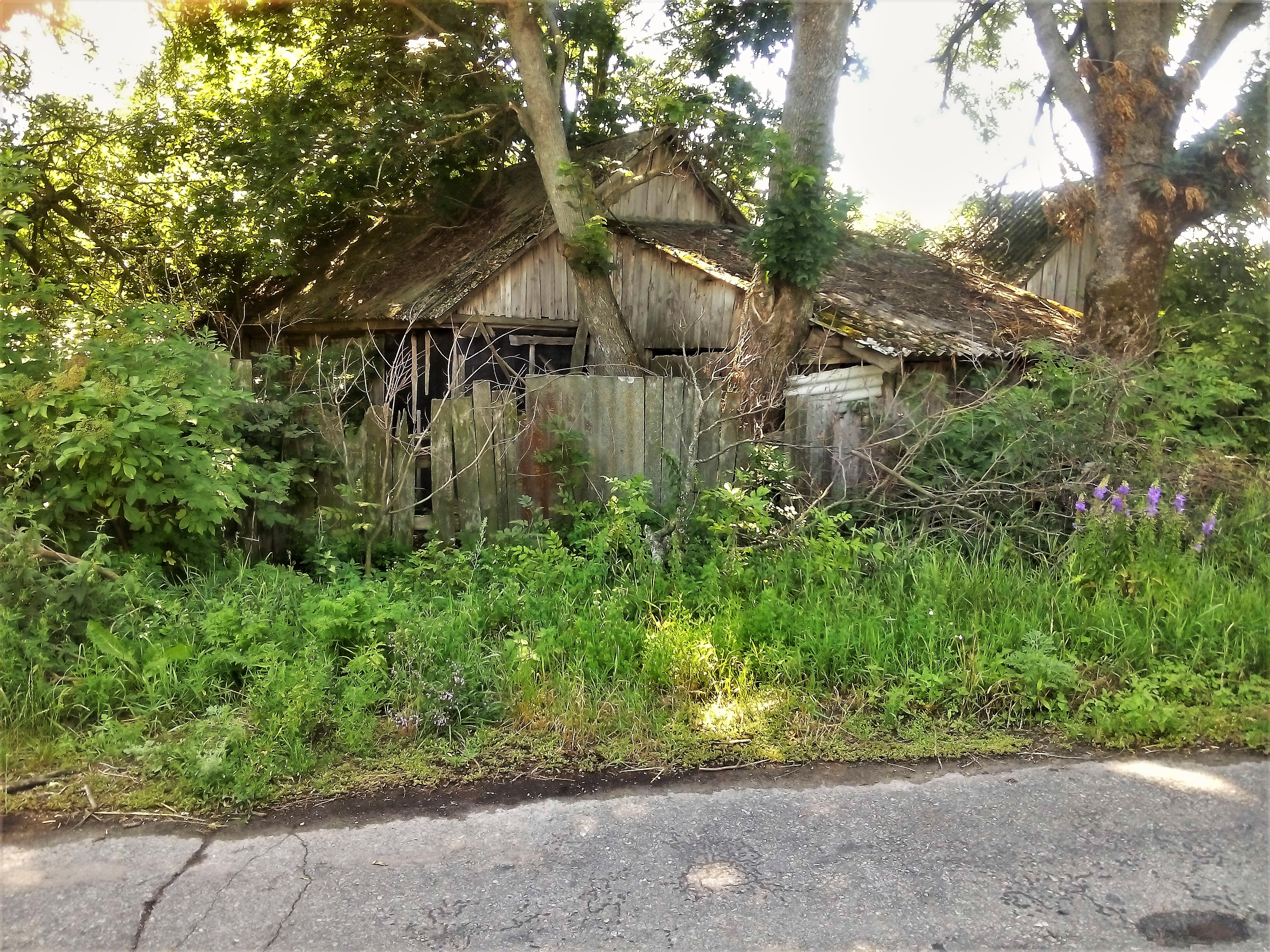
покинута хата
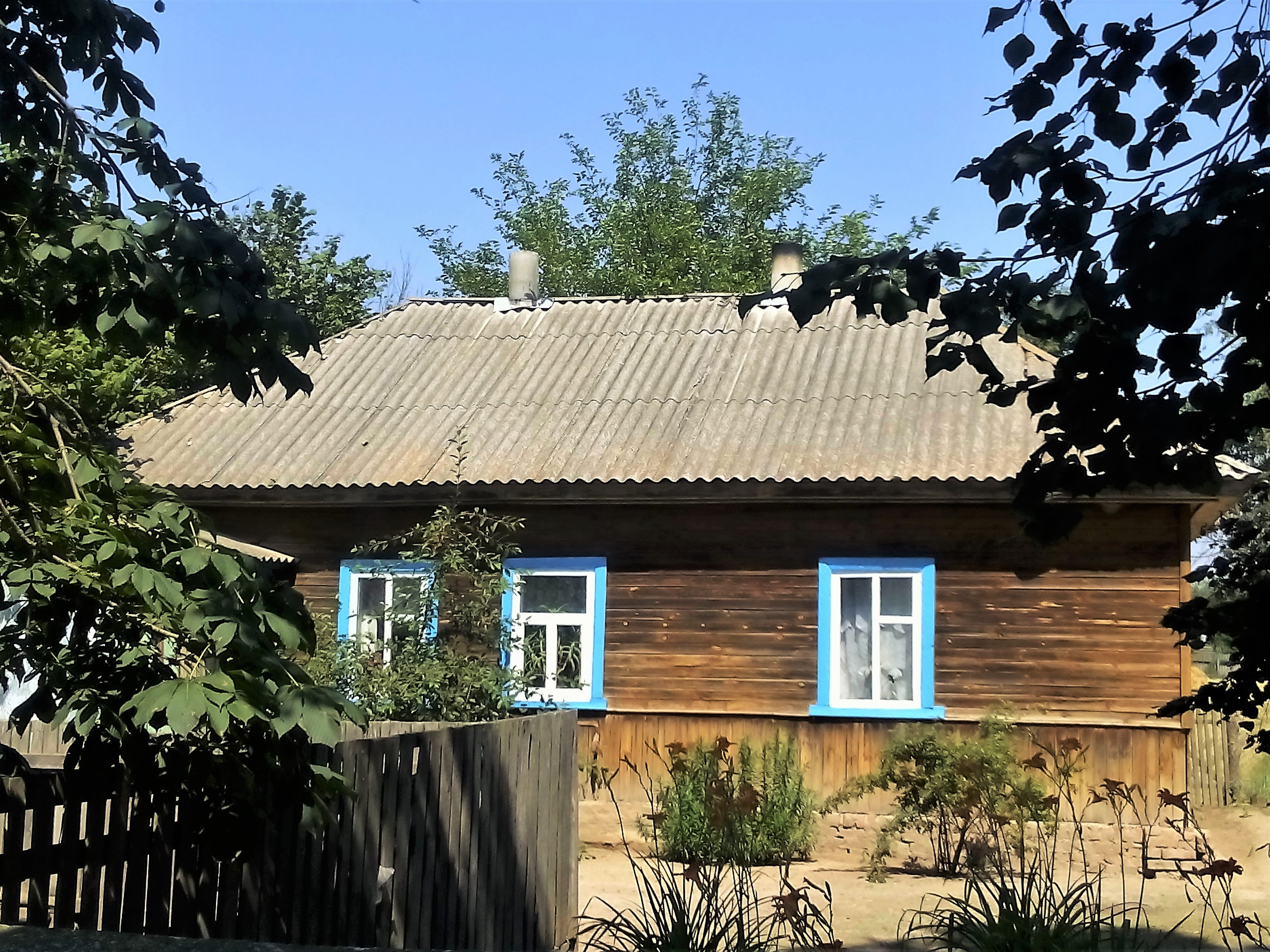
Дерев'яна хата
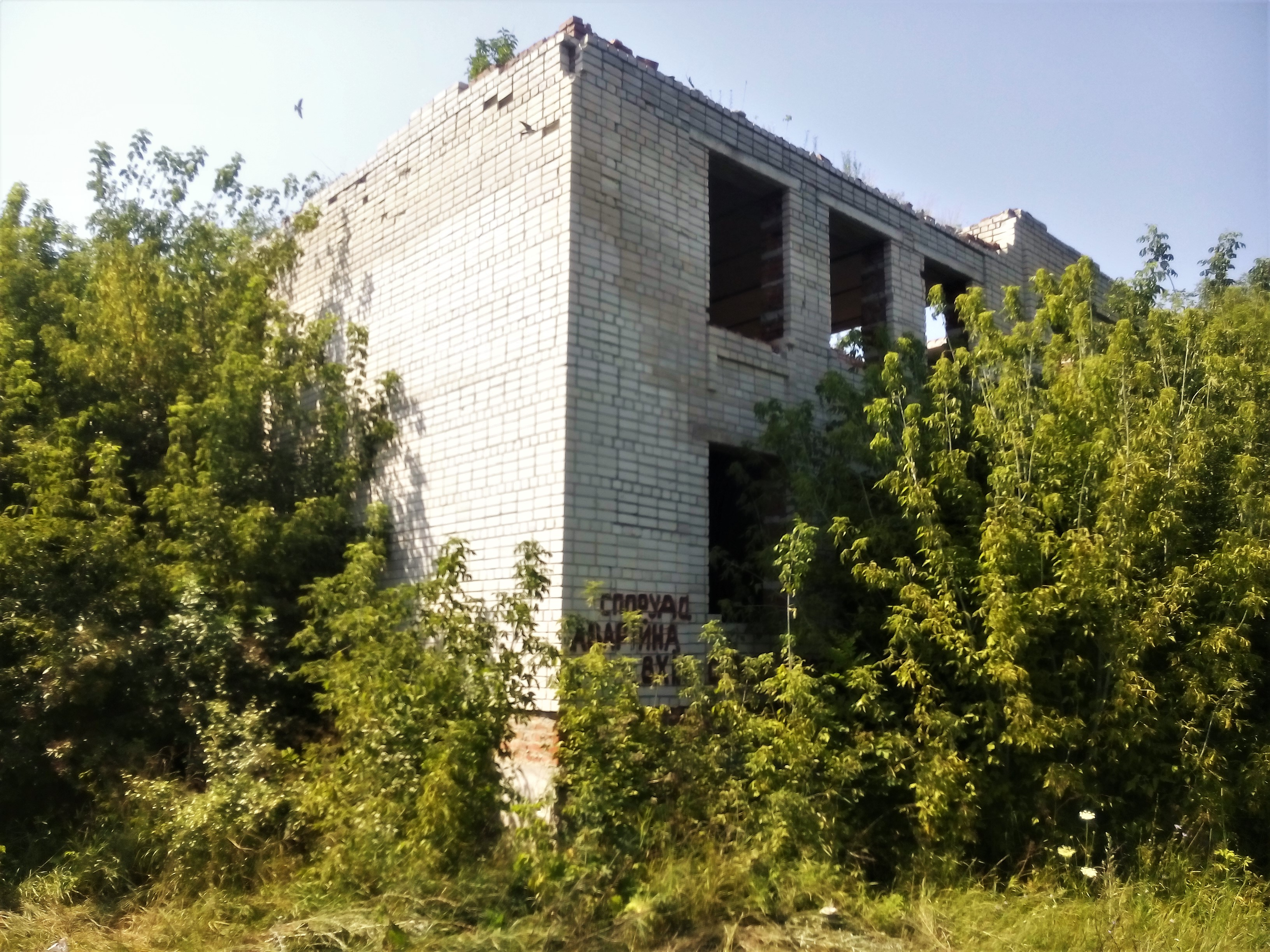
Недобудований будинок біля церкви
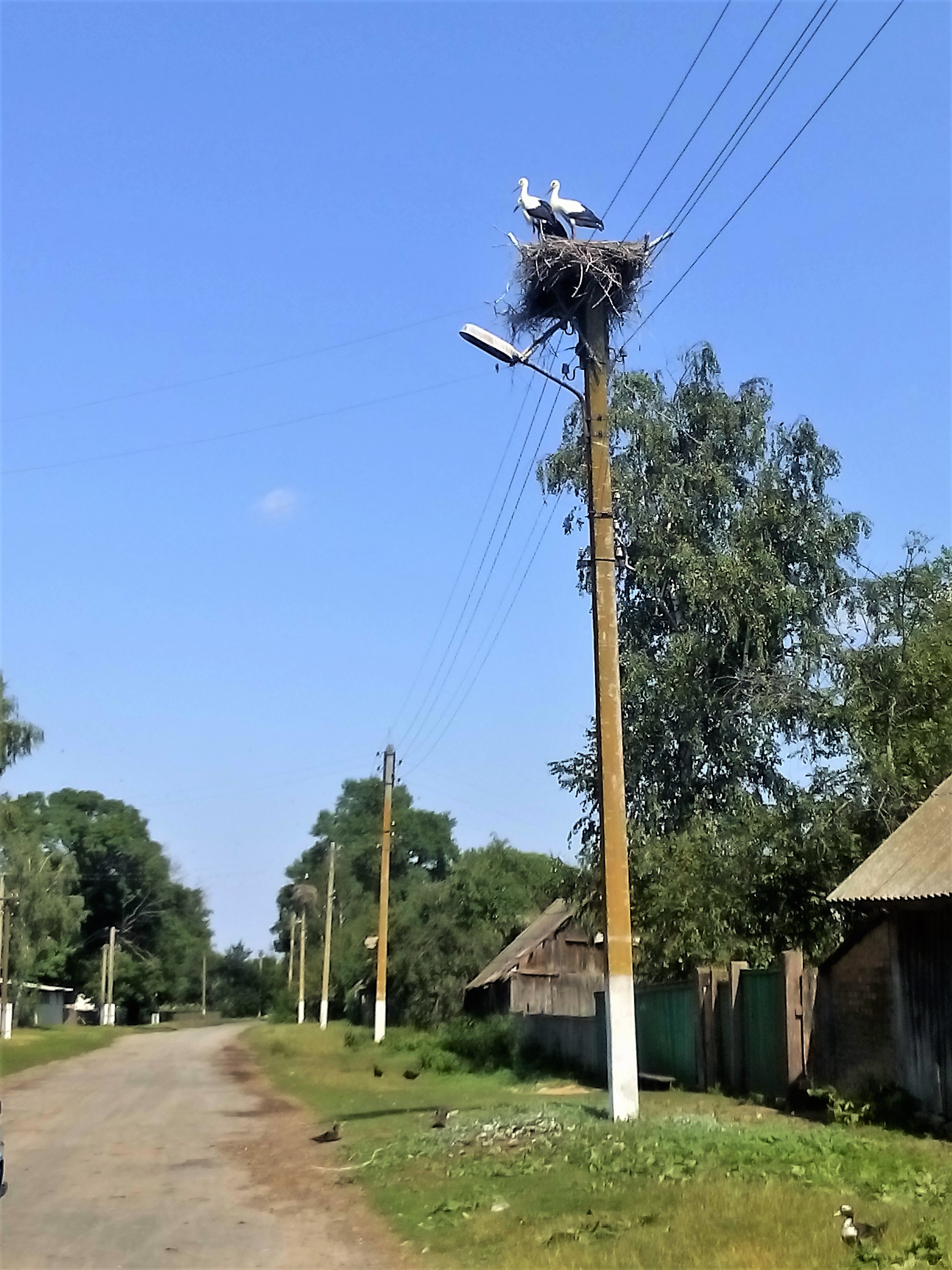
У селі багато лелек
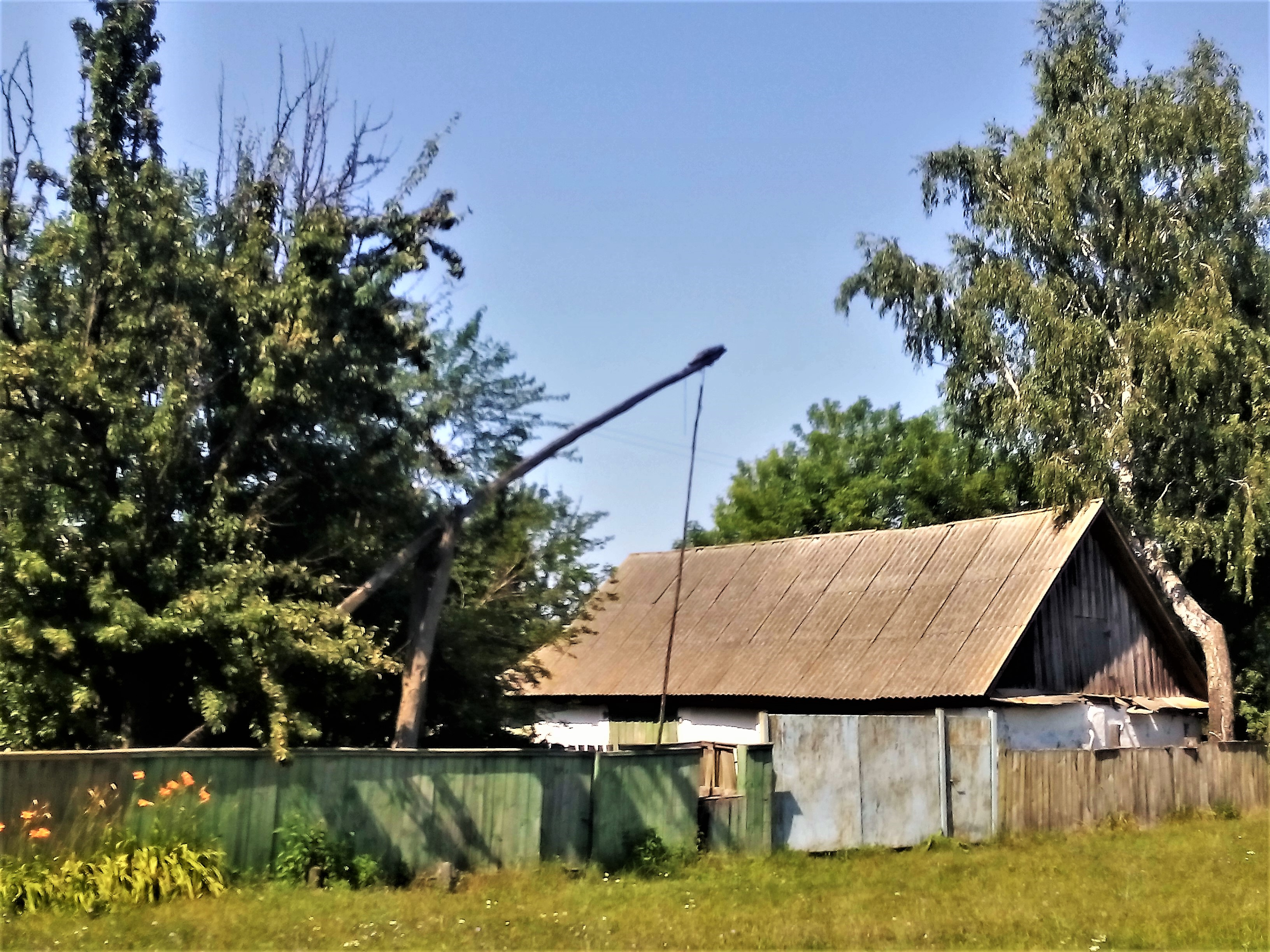
У селі багато криниць-журавлів
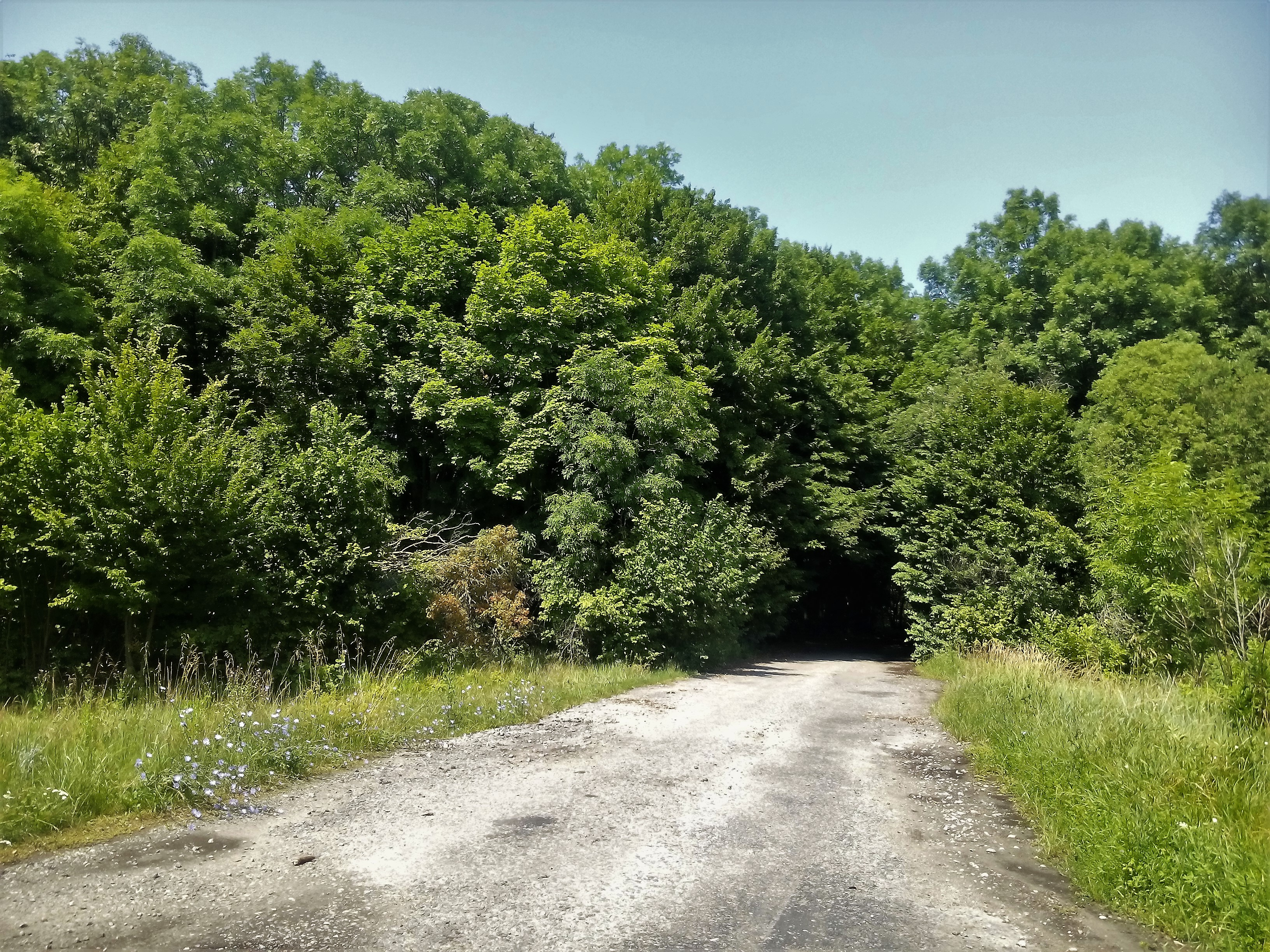
Дорога на Буди
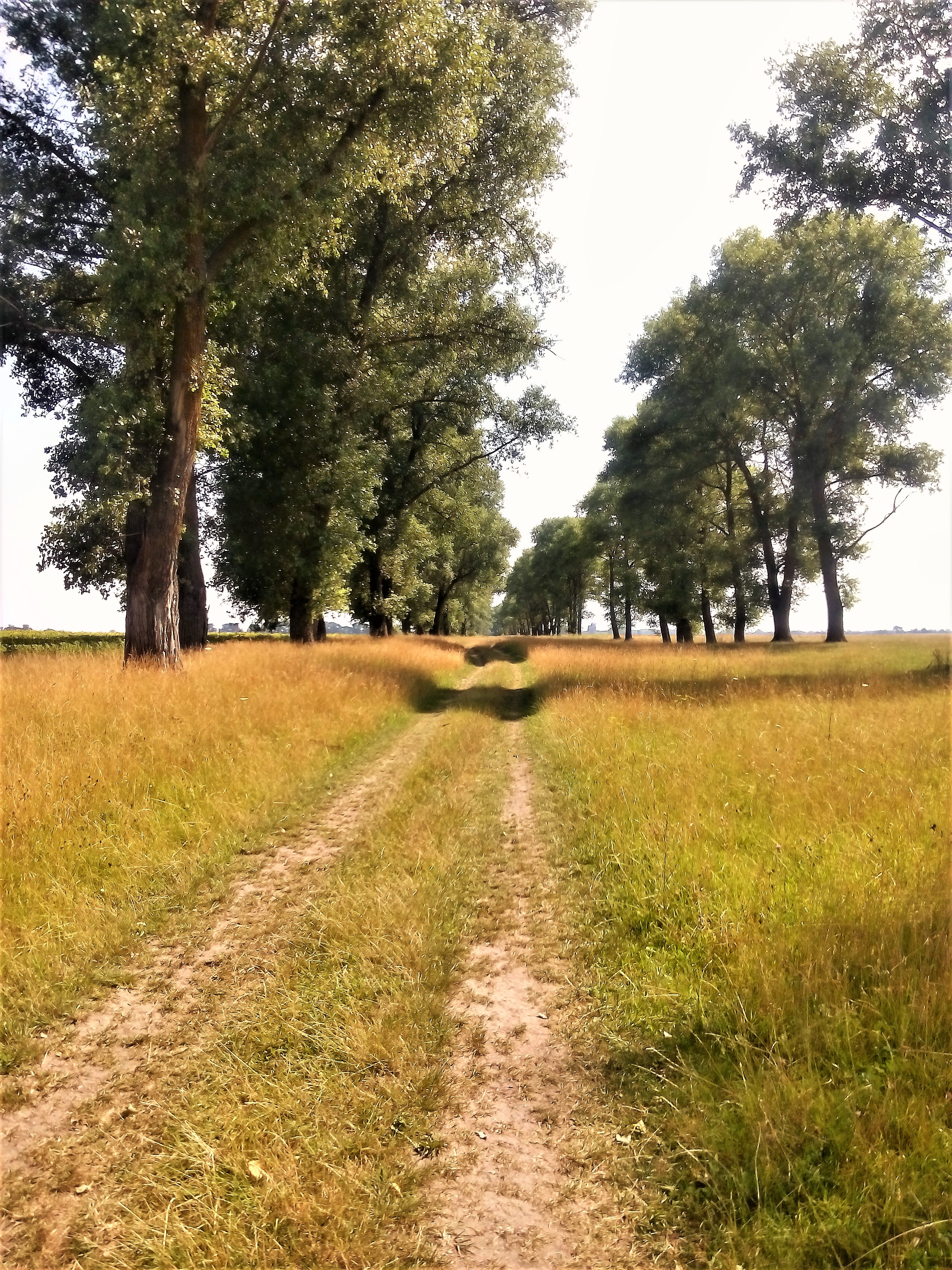
Дорога до Смолянки
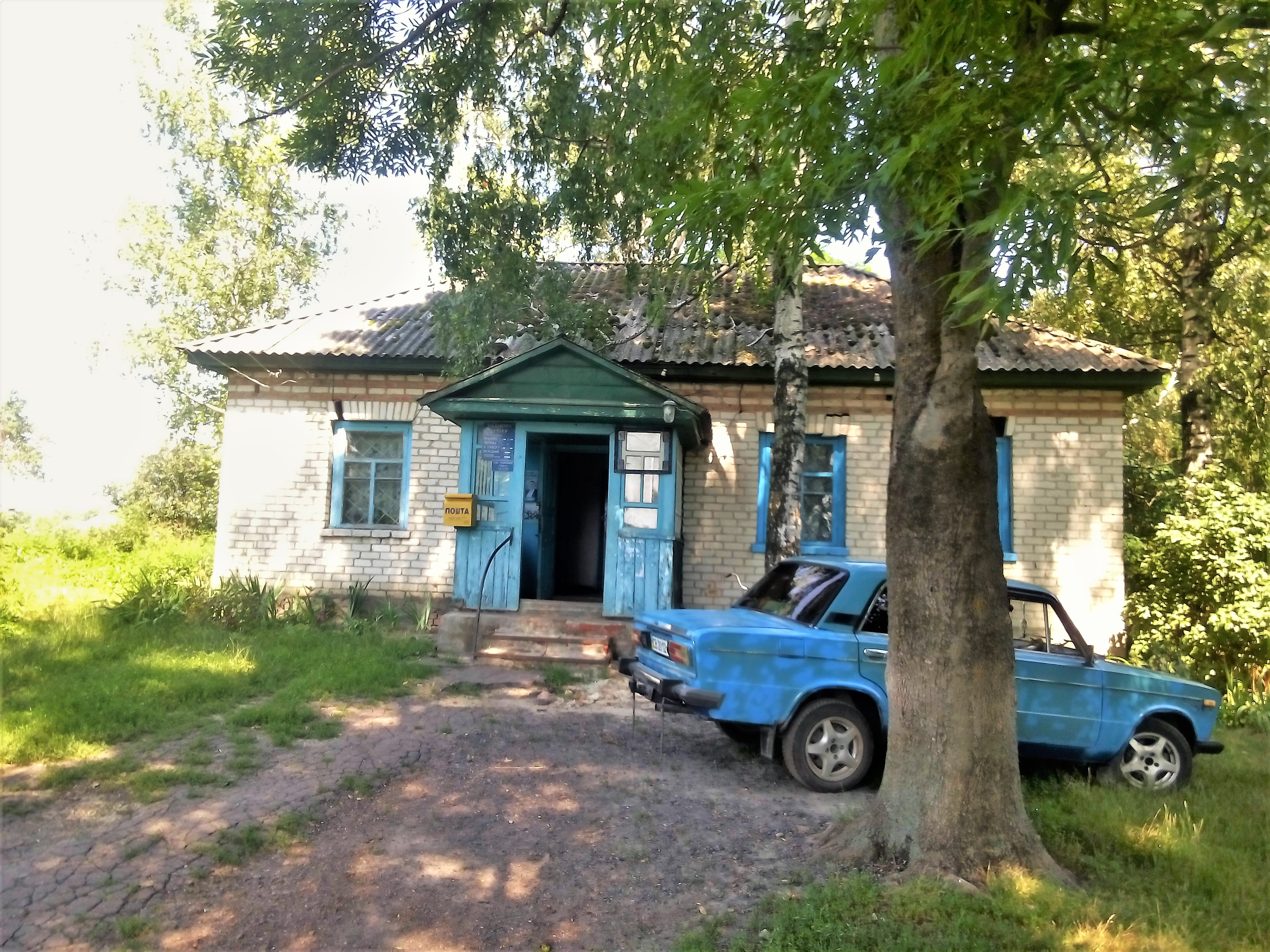
Пошта
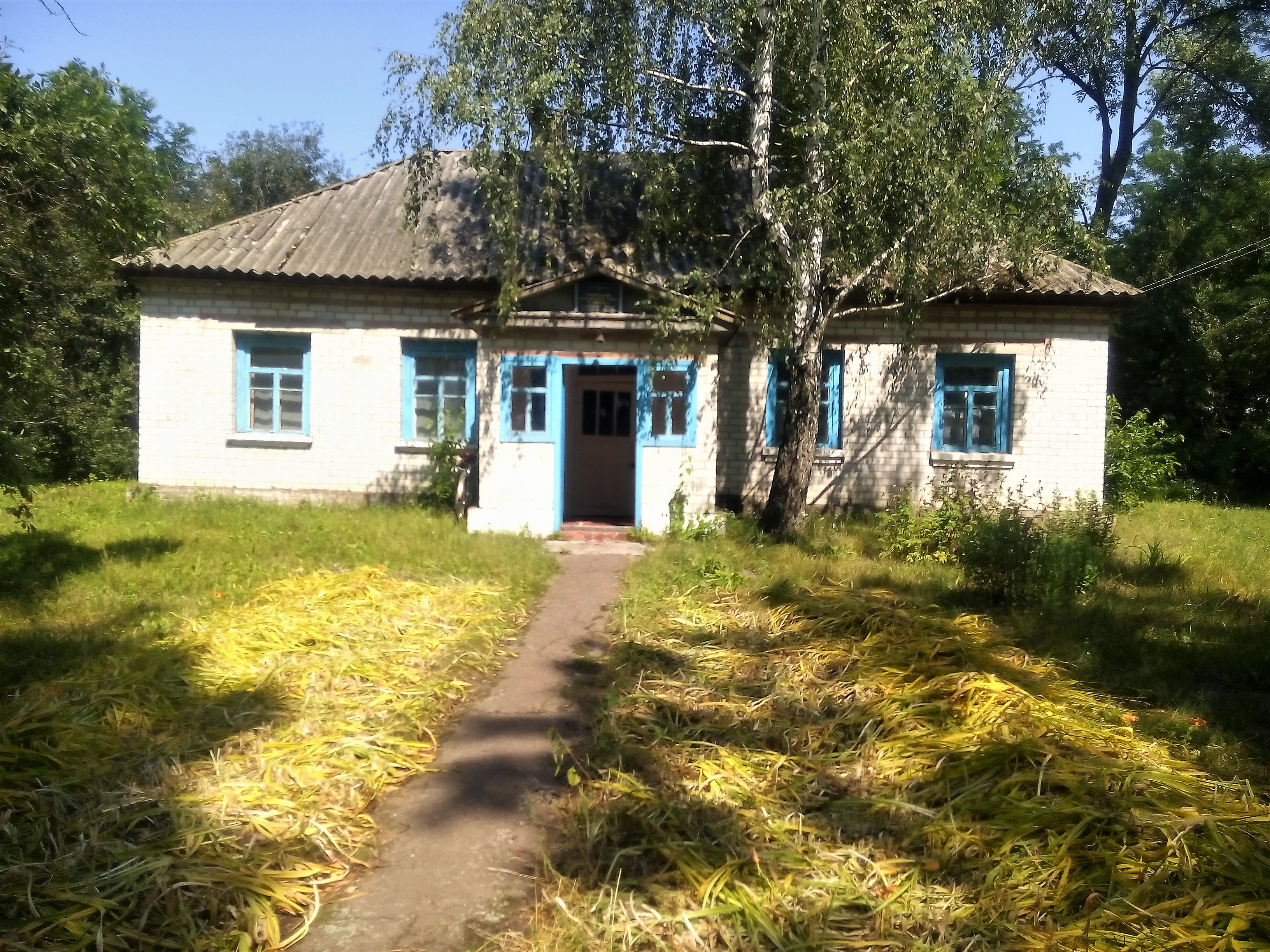
Фельдшерсько-акушерський пункт
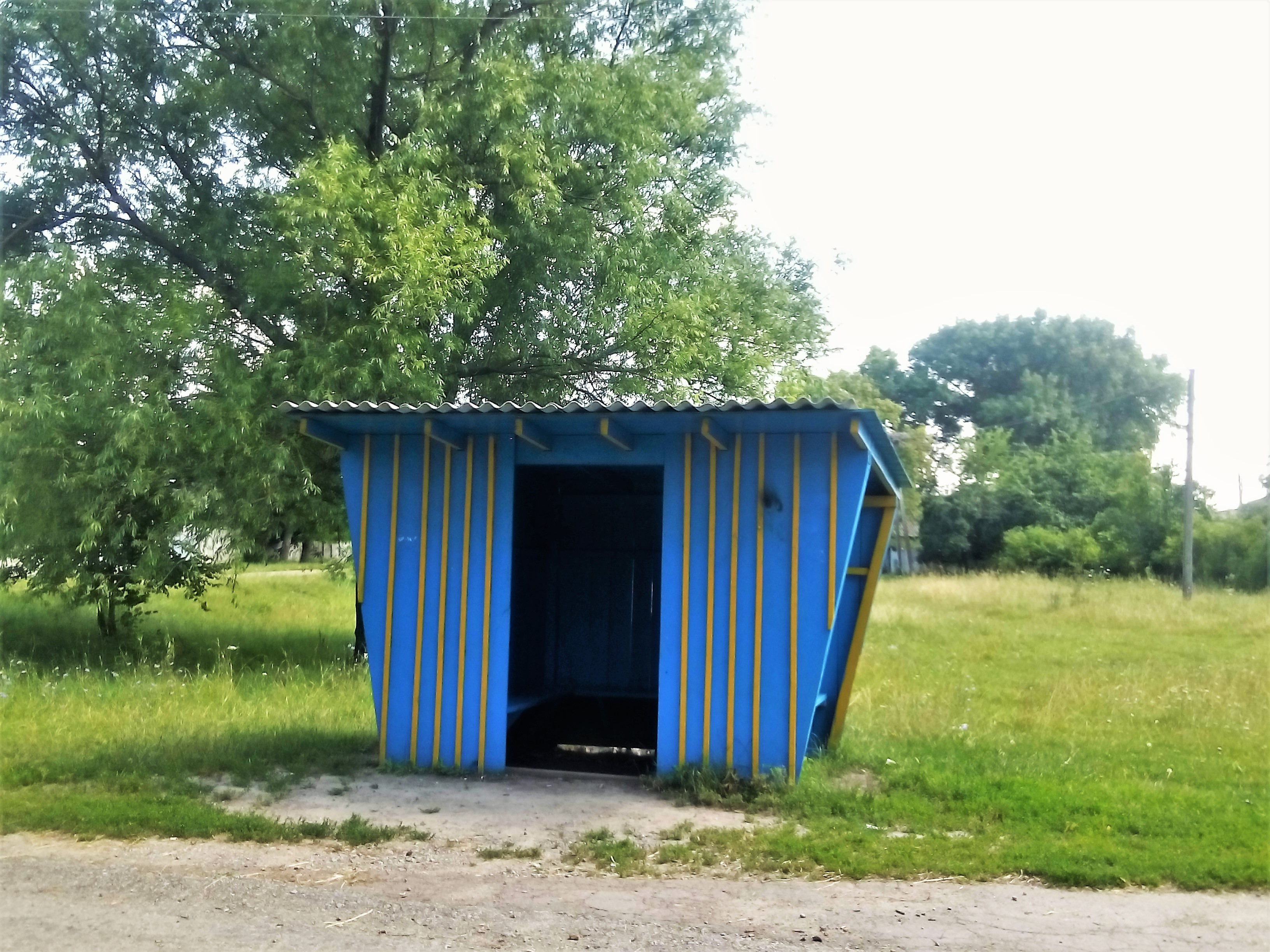
Автобусна зупинка